# Louise och Sigurd Hedbergs stiftelse
Louise och Sigurd Hedbergs stiftelse är en välgörenhetsstiftelse knuten till Malmö. Stiftelsen skapades genom en donation av grosshandlaren Sigurd Hedberg och hans hustru Louise Hedberg i Malmö. 
Familjen Hedberg flyttade från Gävle till Malmö och Sigurd Hedberg bedrev här en framgångsrik grosshandelsrörelse. När makarna 1917 varit bosatta i Malmö i fyrtio år överlämnades ett gåvobrev till Malmö stad med löfte om att skapa en stiftelse för så kallade pauvres honteux. Överlämnandet skulle ske på Louise Hedbergs 70-årsdag 1918. Dock hann Sigurd Hedberg avlida innan detta datum och utan att saken omnämndes i testamentet. Trots detta beslutade dödsbodelägarna att ändå fullfölja gåvan. 
Ritningar till en stiftelsebyggnad med smålägenheter upprättades av arkitektfirman Ewe & Melin (August Ewe och Carl Melin), Malmö. Världskrigets följder med dyrtider inom byggbranschen medförde att planerna försinkades, men 1927 kunde stiftelsen öppna sina dörrar för sina gäster i den nyuppförda stiftelsebyggnaden vid Rönneholmsvägen (numera Nordlinds väg). Trots fördröjningen använde man i princip Ewe & Melins då tio år gamla ritningar. 
I likhet med flera andra bostadsstiftelser uppstod efter hand svårigheter att uppfylla de ursprungliga intentionerna med stiftelsen. Omkring 1970 förenade den sig med en rad andra stiftelser i bostadskomplexet Södertorpsgården vid Teknikergatan 23–27.